# Van Heflin

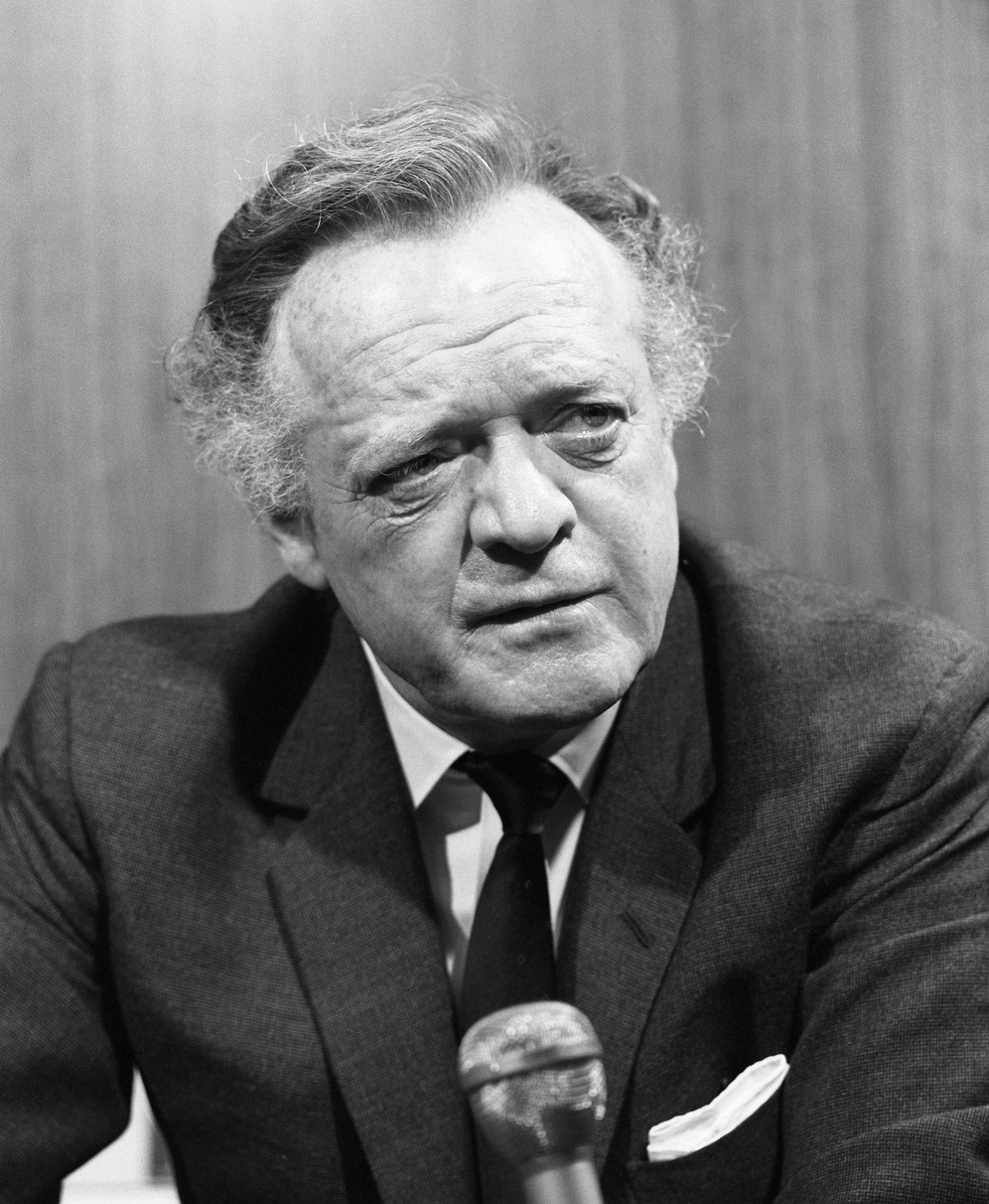
Van Heflin (1970)

Van Heflin (* 13. Dezember 1908 in Walters, Oklahoma, als Emmett Evan Heflin Jr.; † 23. Juli 1971 in Hollywood, Kalifornien) war ein US-amerikanischer Schauspieler. Für seinen Auftritt in Der Tote lebt wurde er 1943 mit dem Oscar als bester Nebendarsteller ausgezeichnet.

## Leben
Van Heflin war Sohn eines Zahnarztes und arbeitete nach seinem Highschool-Abschluss zunächst als Matrose auf einem Trampschiff. Mit der Schauspielerei begann er während seines Jurastudiums in einer Theatertruppe an der University of Oklahoma. Dieser Weg führte ihn schließlich Ende der 1920er-Jahre an den Broadway, wo er in den folgenden Jahren regelmäßig auftrat. 1936 erhielt er in Hollywood einen Studiovertrag bei RKO Pictures und drehte dort seinen ersten Film, die Literaturverfilmung Ein aufsässiges Mädchen mit Katharine Hepburn. Mit Hepburn spielte er auch Ende der 1930er-Jahre in der Erfolgskomödie The Philadelphia Story am Broadway die Rolle des Reporters Mike Connor, die James Stewart in der gleichnamigen Verfilmung übernahm.
Heflin war kein klassischer Heldendarsteller und wurde deshalb nie zu einem großen Hollywood-Star. Er überzeugte vielmehr in kantigen, oftmals energisch wirkenden Charakterrollen und war sowohl als Hauptdarsteller als auch in Nebenrollen zu sehen. Bei der Oscarverleihung 1943 wurde er mit dem Oscar als bester Nebendarsteller für seine Darbietung in dem Gangsterfilm Der Tote lebt ausgezeichnet. Hier verkörperte er den intellektuellen und Shakespeare-zitierenden, aber alkoholkranken Freund von Hauptdarsteller Robert Taylor. Heflin spielte in zahlreichen Western, unter anderem in George Stevens’ Kultwestern Mein großer Freund Shane (1953) und an der Seite von Glenn Ford in Zähl bis drei und bete (1957). 1948 spielte er in Die drei Musketiere an der Seite von Gene Kelly die Rolle des Athos. Eine seiner letzten Rollen hatte er als depressiver Selbstmordattentäter, der ein Flugzeug in die Luft zu sprengen droht, in dem kommerziell erfolgreichen Katastrophenfilm Airport (1970).
Van Heflin war zweimal verheiratet und hatte drei Kinder. 1971 erlitt der 62-Jährige beim Schwimmen in seinem Swimmingpool einen Herzinfarkt. Heflin verstarb nach einem 17-tägigen Koma. Seine Schwester Frances Heflin (1920–1994) und seine Nichte Marta Heflin (1945–2013) waren ebenfalls als Schauspielerinnen tätig.

## Filmografie
- 1936: Ein aufsässiges Mädchen (A Woman Rebels)
- 1937: The Outcasts of Poker Flat
- 1937: Flight from Glory
- 1937: Annapolis Salute
- 1937: Saturday’s Heroes
- 1939: Back Door to Heaven
- 1940: Land der Gottlosen (Santa Fe Trail)
- 1941: The Feminine Touch
- 1941: H.M. Pulham, Esq. (H. M. Pulham)
- 1941: Der Tote lebt (Johnny Eager)
- 1942: Der Gentleman-Killer (Kid Glove Killer)
- 1942: Grand Central Murder
- 1942: Sieben junge Herzen (Seven Sweethearts)
- 1942: Tennessee Johnson
- 1943: Bühne frei für Lily Mars (Presenting Lily Mars)
- 1944: Land and Live in the Jungle
- 1945: Land and Live in the Desert (Kurzfilm, Stimme)
- 1946: Die seltsame Liebe der Martha Ivers (The Strange Love of Martha Ivers)
- 1946: Bis die Wolken vorüberzieh’n (Till the Clouds Roll By)
- 1947: Hemmungslose Liebe (Possessed)
- 1947: Taifun (Green Dolphin Street)
- 1948: B.F.’s Daughter
- 1948: Tal der Leidenschaften (Tap Roots)
- 1948: Die drei Musketiere (The Three Musketeers)
- 1948: Akt der Gewalt (Act of Violence)
- 1949: Madame Bovary und ihre Liebhaber (Madame Bovary)
- 1949: Verlorenes Spiel (East Side, West Side)
- 1950: Nash Airflyte Theatre (Fernsehserie, Folge 1x01)
- 1950: Robert Montgomery Presents (Fernsehserie, Folge 2x03)
- 1951: Tomahawk – Aufstand der Sioux (Tomahawk)
- 1951: Dem Satan singt man keine Lieder (The Prowler)
- 1951: Ein Wochenende mit Papa (Weekend with Father)
- 1952: My Son John
- 1953: Abenteuer in Algier (South of Algiers)
- 1953: Mein großer Freund Shane (Shane)
- 1953: Der letzte Rebell (Wings of the Hawk)
- 1954: Tanganjika (Tanganyika)
- 1954: Unter zwei Flaggen (The Raid)
- 1954: Die Welt gehört der Frau (Woman’s World)
- 1954: Die Spinne (Black Widow)
- 1955: Urlaub bis zum Wecken (Battle Cry)
- 1955: Count Three and Pray
- 1956: Morgen trifft es dich (Patterns)
- 1957: Zähl bis drei und bete (3:10 to Yuma)
- 1957–1960: Playhouse 90 (Fernsehserie, drei Folgen)
- 1958: Duell im Morgengrauen (Gunman’s Walk)
- 1958: Sturm im Osten (La tempesta)
- 1959: Sie kamen nach Cordura (They Came to Cordura)
- 1960: Jovanka und die anderen (Jovanka e le altre)
- 1960: Unter zehn Flaggen (Under Ten Flags)
- 1961: The Wastrel
- 1961: Heute Abend Dick Powell (The Dick Powell Show) (Fernsehserie, Folge 1x02)
- 1963: Kugeltanz nach Mitternacht (Cry of Battle)
- 1963: Das große Abenteuer (The Great Adventure) (Fernsehserie, zwei Folgen)
- 1964: The Ed Sullivan Show (Fernsehserie, Folge 17x17)
- 1965: Die größte Geschichte aller Zeiten (The Greatest Story Ever Told)
- 1965: Millionenraub in San Francisco (Once a Thief)
- 1965: Teenage Revolution (Dokumentarfilm, Erzähler)
- 1966: San Fernando (Stagecoach)
- 1967: …und Scotland Yard schweigt (The Man Outside)
- 1968: Das Gold von Sam Cooper (Ognuno per sé)
- 1968: A Case of Libel (Fernsehfilm)
- 1968: The Danny Thomas Hour (Fernsehserie, Folge 1x19)
- 1968: Certain Honorable Men (Fernsehfilm)
- 1969: Nancy, ein eiskaltes Playgirl (The Big Bounce)
- 1970: Airport
- 1970: Neither Are We Enemies (Fernsehfilm)
- 1971: The Last Child (Fernsehfilm)

## Auszeichnungen
- 1943: Oscar in der Kategorie Bester Nebendarsteller für Der Tote lebt
- 1953: BAFTA-Nominierung in der Kategorie Bester ausländischer Darsteller für Mein großer Freund Shane
- 1960: Zwei Sterne auf dem Hollywood Walk of Fame (Kategorien Film und Fernsehen)
- 1968: Emmy-Nominierung in der Kategorie Bester Hauptdarsteller eines Fernsehdramas für A Case of Libel